# VTBL
VTBL was een wekelijks televisie praatprogramma over actuele voetbalgebeurtenissen.

## Geschiedenis
Jarenlang was het programma Voetbal Inside een van de blikvangers op RTL 7, met Johan Derksen, René van der Gijp en Wilfred Genee in de hoofdrollen. Het trio werd in de zomer van 2018 ingelijfd door Talpa van John de Mol jr., waar ze een contract tekenden voor vier jaar. Ondanks het vertrek werkte RTL achter de schermen aan een opvolger van de voetbaltalkshow. Dit resulteerde in de start van VTBL.
Seizoen 1 werd van 20 januari 2019 tot en met 19 mei 2019 iedere zondag uitgezonden op RTL 7 met presentator Humberto Tan en vaste gast Theo Janssen. In wisselende samenstelling waren ook onder anderen Viggo Waas, Peter Heerschop en Joep van Deudekom te gast. Ook Andy van der Meijde, Jimmy Floyd Hasselbaink en John de Wolf zaten regelmatig aan tafel. Vanuit de perskamer hield Bart Nolles iedereen op de hoogte van het laatste voetbalnieuws. Simon Zijlemans was verantwoordelijk voor het sociale media-nieuws rondom de veelbesproken voetballers en hun dagelijkse bezigheden. Het programma kreeg geen direct vervolg wegens tegenvallende kijkcijfers.
In augustus 2022 werd het programma toch opnieuw geïntroduceerd. Het was voortaan elke maandag en vrijdag te zien. Simon Zijlemans en Frank Evenblij werden aangekondigd als de vaste presentatoren. Uiteindelijk werd het programma na drie weken en zes uitzendingen weer van de buis gehaald wegens tegenvallende kijkcijfers. Evenblij heeft het programma nooit gepresenteerd.

## Kijkcijfers
De eerste twee afleveringen trokken gemiddeld 275.000 kijkers. Daarna nam het aantal kijkers per week gestaag af tot een dieptepunt in de laatste aflevering van seizoen 1 met 55.000 kijkers. Het was aanvankelijk de bedoeling dat er een tweede seizoen zou komen, maar in juni 2019 werd alsnog bekend dat het programma geen vervolg krijgt. Als reden werd genoemd dat de kijkcijfers te laag waren, die volgens RTL werden veroorzaakt doordat RTL niet beschikte over de beelden van de gespeelde wedstrijden. De website en de app van VTBL zijn sinds mei 2020 eveneens verdwenen. Omdat RTL bezig is alle online content te consolideren, wordt het voetbalnieuws sindsdien aangeboden via de website van RTL Nieuws. Vanaf 2021 wordt alle content aangeboden via RTL.nl.
In 2022 kwam dat tweede seizoen er dan alsnog, RTL 7 probeerde het dat jaar opnieuw, dit keer met beelden van de voetbalwedstrijden. Ook deze poging mislukte, opnieuw scoorde het programma te lage kijkcijfers. De eerste aflevering trok 126.000 kijkers. Daarna zakten de kijkcijfers tot onder de 50.000. Eind augustus 2022 maakte RTL bekend dat het programma weer van de buis werd gehaald. De lage kijkcijfers werden dit keer veroorzaakt doordat het geprogrammeerd stond tegenover Veronica Offside, dat op Veronica werd uitgezonden en gepresenteerd werd door Wilfred Genee. Ook mocht VTBL alleen beelden van de Champions League uitzenden en niet van de Eredivisie. De meeste kijkers kozen hierdoor voor Veronica Offside, waardoor ze ook dit keer massaal afhaakten.

## Samenstelling

### Presentatoren
- Humberto Tan (2019)
- Simon Zijlemans (2022)

### Analisten
- Jan Boskamp (2022)
- Anouk Hoogendijk (2022)
- Theo Janssen (2019, 2022)
- Hedwiges Maduro (2022)
- Andy van der Meijde (2019)
- Aad de Mos (2022)
- Ron Vlaar (2022)

### Sidekicks
- Bart Nolles (2019)
- Simon Zijlemans (2019)